# Лејквуд Клаб (Мичиген)
Лејквуд Клаб (енгл. Lakewood Club) град је у америчкој савезној држави Мичиген.

## Демографија
По попису из 2010. године број становника је 1.291, што је 285 (28,3%) становника више него 2000. године.
| Група             | 2000.       | 2010.         |
| Белци             | 893 (88,8%) | 1.172 (90,8%) |
| Афроамериканци    | 28 (2,8%)   | 24 (1,9%)     |
| Азијати           | 6 (0,6%)    | 3 (0,2%)      |
| Хиспаноамериканци | 42 (4,2%)   | 44 (3,4%)     |
| Укупно            | 1.006       | 1.291         |